# Annapolis Basin Look Off Provincial Park
Annapolis Basin Look Off Provincial Park är en park i Kanada.   Den ligger i provinsen Nova Scotia, i den sydöstra delen av landet, 800 km öster om huvudstaden Ottawa. Annapolis Basin Look Off Provincial Park ligger 16 meter över havet.
Terrängen runt Annapolis Basin Look Off Provincial Park är platt söderut, men norrut är den kuperad. Havet är nära Annapolis Basin Look Off Provincial Park åt nordost.Runt Annapolis Basin Look Off Provincial Park är det mycket glesbefolkat, med 4 invånare per kvadratkilometer.. Närmaste större samhälle är Digby, 2,2 km söder om Annapolis Basin Look Off Provincial Park. 
I omgivningarna runt Annapolis Basin Look Off Provincial Park växer i huvudsak blandskog.